# Universidad de Limoges
La Universidad de Limoges (en francés: Université de Limoges) es una universidad pública francesa, con sede en Limoges. Su rector es el de la Academia de Limoges (distrito administrativo de Francia para la educación y la investigación). Cuenta con más de 16 000 estudiantes y cerca de 1000 académicos e investigadores. Ofrece planes de estudios completos hasta los doctorados y más allá en las áreas de conocimiento tradicionales. Fue estructurada en octubre de 1968 por la agrupación de instituciones de enseñanza superior de Limoges. La continuidad histórica más antigua es la de las facultades de farmacia y medicina, que data de 1626.
Es uno de los principales centros de enseñanza superior de la región de Nueva Aquitania. Desde julio de 2015 es miembro de la Universidad consolidada Leonardo da Vinci (Université confédérale Léonard de Vinci) junto con la Universidad de Poitiers, la Universidad de La Rochelle, la Universidad François-Rabelais y varias escuelas de ingeniería. La Universidad de Limoges está clasificada entre las 50 mejores universidades de Francia.
La Universidad de Limoges se encuentra en el 7 % de las mejores universidades del mundo, ocupando el puesto 29 en Francia en 2020. Ocupa el primer lugar entre las universidades de Limoges.

## Historia
La Universidad de Limoges fue creada en 1968 por la incorporación en una sola institución de varias escuelas de investigación de enseñanza superior de Limoges, algunas de ellas previamente afiliadas a la Universidad de Poitiers. En el momento de su creación contaba con 7000 estudiantes y pronto se amplió a 15 000, lo que la convierte en una universidad de tamaño medio en Francia. Es heredera de una larga tradición de investigación, innovación y enseñanza que posiblemente se remonte en la Edad Media a la famosa abadía Saint-Martial de Limoges, fundada en 848 y suprimida por la Revolución Francesa en 1891, que fue un importante centro intelectual en la Europa medieval (tecnología de materiales, esmalte, manuscritos, erudición, liturgia, teatro, etc.). La moderna Facultad de Medicina y Farmacia se creó en 1626 (el consejo universitario actual se reúne en la «Salle Saint-Alexis», antigua capilla del siglo XVII del antiguo Hospital Universitario Hôtel-Dieu).

## Áreas académicas

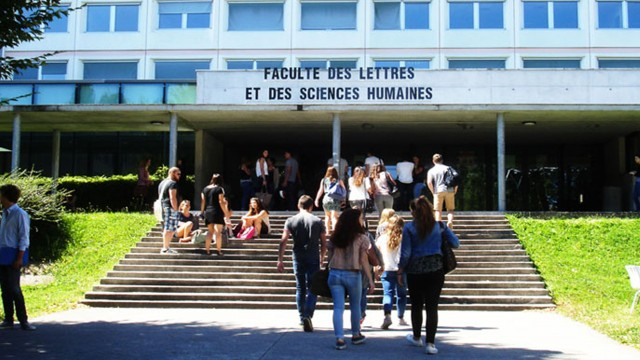
Departamento de Literatura y Humanidades, Universidad de Limoges.

La universidad ofrece titulaciones de grado, máster y doctorado en consonancia con el Proceso de Bolonia. Hay cinco departamentos principales:
- Departamento de Derecho y Economía
- Departamento de Literatura y Humanidades
- Departamento de Medicina
- Departamento de Farmacia
- Departamento de Ciencias y Tecnología

## Institutos y escuelas
- Instituto Universitario de Tecnología (Institut universitaire de technologie du Limousin)
- Instituto de Administración de Empresas (IAE Limoges)
- Instituto de preparación para la administración general (IPAG)
- Instituto del Lemosín de Formación en los Métodos de Adaptación (ILFOMER),
- École supérieure du professorat et de l'éducation (ESPE),
- ENSIL-ENSCI (Escuela Superior de Ingeniería).

Además, la Escuela de Ingeniería Informática 3iL está asociada a la Universidad.